# Gao Di
Gao Di (高迪S, Gāo DíP; Qufu, 6 gennaio 1990) è un calciatore cinese, attaccante dello Zhejiang Professional.